# المكتب رقم 19
سلسلة روايات المكتب رقم 19 هي سلسلة روايات يكتبها المستشار الأستاذ شريف شوقي،بطلها المقدم (ممدوح عبد الوهاب)،و يطلق المؤلف علي المكتب رقم 19 اسم اخر وهو إدارة العمليات الخاصة، ورئيس تلك الإدارة هو اللواء (مراد حمدي) وهو رجل مشهور بالحزم والتصميم ولا يؤمن بكلمة المستحيل كما قال الكاتب في مقدمته، وتتحدث السلسلة عن إدارة وهمية اخترعها الكاتب تسمي (إدارة العمليات الخاصة) أو المكتب رقم 19،و يقول ان رجال هذا المكتب حاصلون علي اعلي درجة من التدريبات التي يمكن ان يحصل عليها أي رجل شرطة أو جيش أو مخابرات في العالم اجمع، ومن هؤلاء الرجال المقدم (ممدوح عبد الوهاب)،و هو بطل تلك السلسلة، صدرت أول قصة فيها في العام 1984 مع سلسلتان اخران وهم رجل المستحيل وسلسلة ملف المستقبل ،و كانت أول قصة صدرت تحت اسم (الانفجار المجهول) وهي تتحدث عن انفجارات مجهولة تحدث وتبدأ الاحداث المثيرة بعد ذلك، وتعتبر تلك السلسلة انها نوعا ما طفولية أكثر من السلاسل الاخري في اسلوبها البسيط، ولكنها حاصلة علي شعبية جيدة ولها نسبة مبيعات جيدة.

## المقدمة
في أحد المواقع الهادئة التي تطل علي نيل مصر الساحر يقوم المبني رقم 19 ، وهو مبني مكون من أربعة طوابق، تحيط به حديقة جميلة واسعة، ومكان لانتظار السيارات، ومحاط بسور عال تحفه اشجار النخيل العالية التي تحجبها علي الانظار، كما ان ابوابه الحديدية لا تفتح إلا بواسطة بطاقة خاصة ورقم سري لا يعرفه إلا العاملون به.

في داخل هذا المبني الهادئ المنعزل، الذي يلفه الغموض والسكون، توجد إدارة العمليات الخاصة أو رجال المكتب رقم 19 كما يطلقون عليها في مباحث امن الدولة، وهي الإدارة التي يتبعونها، وهم مجموعة من اكفأ الضباط الحاصلين علي اعلي مستوي من التدريب والإعداد الذي يمكن ان يحصل عليه رجال المخابرات والمباحث في العالم، ومن فنون قتالية ومهارة في استخدام السلاح، والتدريب الجيد علي استخدام وسائل التكنوليجيا، كما انه لا يختار لهذه الإدارة إلا من كان علي اعلي مستوي من الذكاء والاستعداد الدائم للقيام بالمهام الانتحارية والعمليات الصعبة، علي الجملة فإن هذا المكتب هو وحدة من (الكوماندوز) لا يسند إليه إلا نوعيات خاصة من الجرائم التي تتسم بطابع شديد الخطورة والخصوصية، وذلك كما هو واضح من اسمه إدارة العمليات الخاصة، وهو يضم، إلي جانب الضباط الذين يكلفون المهام، عددا من العلماء والخبراء في التدريب والاجهزة العلمية المستحدثة لمجابهة الاساليب العلمية المتقدمة في المجال الإجرامي.

و يرأس هذه الإدارة اللواء مراد حمدي، وهو رجل معروف في الأوساط الامنية بصلابته، وانه لايؤمن في مجال العمل بكلمة المستحيل.

كما ان من ابرز رجال الإدارة أيضا-و هو الذي تدور حوله موضوع مغامرات هذه السلسلة-المقدم ممدوح عبد الوهاب، وهو رجال ذو ذكاء حاد، ولا يهاب الموت؛لانه يعتبره صديقا له في كل مهمة تسند له.

و من داخل هذا المبني سيكون لقاؤنا المستمر بهذه السلسلة من المغامرات البوليسية الرائعة ومع بطل هذه المغامرات المقدم ممدوح الضابط بإدارة العمليات الخاصة أو المكتب رقم 19.

سنعيش احداثها التي تفوق الخيال، مترقبين في كل لقاء مغامرة جديدة واحداثا مثيرة.

## أعداد السلسلة
1- الانفجار المجهول
2- جزيرة الشيطان
3 – وحوش ادمية
4 – لعنة الملك الصغير
5 – الزلزال الرهيب
6- غزاة المدينة
7 – تجار السموم
8 – صاروخ الرعب
9- القاتل الخفي
10 – احتجاز الرهائن
11- الانتقام الدامي
12 – الطائرة المفقودة
13- عصابة المزيفين
14- مطاردة القناص
15 – المهمة الرهيبة
16 – هجوم المرتزقة
17 – الوثائق السرية
18- مصرع رئيس
19 – جريمة المهرجان
20- الغاز القاتل
21- العملية الكبرى
22- جواهر المهراجا
23 – نادي القتلة
24 – الخفاش الأزرق
25-رأس العقرب
26- مزرعة الموت
27- ذو الوجهين
28 – جزيرة الأهوال
29- اختطاف الجنرال
30- مثلث الرعب
31 – ماسات الشيطان
32 – نبات الشر
33 – لعبة الإرهاب
34- الكنز المفقود
35- اللعنة السوداء
36 – العميل الهارب
37 – ذراع الأخطبوط
38 – سرقة الاختراع
39- تحدي المافيا
40 – كهف الشيطان
41 – قرية الرعب
42 – ضحايا الشيطان
43 – دخان الدمار
44- الحقيبة الزرقاء
45 – المصنع السري
46 – الثعلب والأفعى
47 – مدينة الاشرار
48 – العدو الغامض
49 – صراع الجواسيس
50 – سماء الخطر
51 – التاج الذهبي
52 – العميل المحترف
53- قصر الشيطان
54 – الهدف الخفي
55 – تحدي الشيطان
56 – الأيقونة الصفراء
57 – الملف السري
58- ساعة الصفر
59- خريطة الموت
60 – المنظمة السرية
61 – وكر الشبح
62 – صاعقة الموت
63 – كرة النار
64 – سر أبي الهول
65 – أشعة الظلام
66 – صراع في الأدغال
67 – مؤامرة الشيطان
68 – الحصن المنيع
69 – انتقام شبح
70 – المطاردة الدامية
71 – الأرض الملعونة
72 – السلاح المدمر
73 – مستشفى الرعب
74 – كنز الفراعنة
75 – طائر الموت
76- سطو مسلح
77- مهمة سرية
78- قراصنة النيل
79- الرجل الخفي
80- المدمر الآلي
81- التمثال الذهبي
82- زهرة الشيطان
83- الحارس الخاص